# Adam Hochschild
Adam Hochschild (nascut el 5 d'octubre del 1942), és un escriptor estatunidenc.
Hochschild va néixer a Nova York. Com a estudiant, va passar un estiu treballant en un diari anti-apartheid a Sud-àfrica, políticament per a ell una experiència clau sobre la qual escriuria més tard. Després va treballar breument per al Moviment Americà pels drets civils a Mississippi. El 1964, va participar en moviments contra la Guerra del Vietnam, i, després de diversos anys com a reporter en diaris, va treballar com a escriptor i editor per a la revista d'esquerres Ramparts. A mitjans dels 1970 va ser un dels cofundadors de la revista Mother Jones.
El primer llibre de Hochschild van ser unes memòries publicades el 1986, en les quals descrivia la problemàtica relació mantinguda amb el seu pare.
Després de diversos llibres i una col·lecció d'assajos, va publicar el 1998 El fantasma del rei Leopold, una història de la conquesta i colonització de l'Estat Lliure del Congo pel rei Leopold II de Bèlgica, que va guanyar el premi Duff Cooper a Anglaterra i va ser finalista en el del National Book Critics Circle dels Estats Units. El seu llibre Bury the Chains: Prophets and Rebels in the Fight to Free an Empire's Slaves (Enterreu les cadenes, profetes i rebels en la lluita per lliberar el esclaus d'un imperi), publicat el 2005 sobre el moviment abolicionista a l'Imperi Britànic va ser també finalista del National Book Award. Els llibres de Hochschild han estat traduïts a moltes llengües i han estat guardonats amb nombrosos premis.
Hochschild ha escrit també per a la revistes The New Yorker,  Harper's Magazine, The New York Review of Books, The New York Times Magazine, i The Nation. Ha estat també comentarista de ràdio.
Hochschild viu a San Francisco i ensenya escriptura a la Universitat de Califòrnia, Berkeley. Està casat amb la sociòloga Arlie Russell Hochschild.

## Obres destacades
- Bury the Chains: Prophets and Rebels in the Fight to Free an Empire's Slaves, traduït al castellà per  José Luis Gil Aristu (traductor). Enterrad las Cadenas (en castellà).  Edicions Península, 2006. ISBN 84-8307-701-9.
- King Leopold's Ghost: A Story of Greed, Terror and Heroism in Colonial Africa, traduït al castellà per  José Luis Gil Aristu (traductor). El Fantasma del rey Leopoldo : una historia de codicia, terror y heroísmo en el África (en castellà).  Edicions Península, 2002. ISBN 84-8307-430-3.